# Stig Kristiansen
Stig Kristiansen (født 12. august 1970 i Oslo) er en forhenværende cykelrytter og nuværende sportsdirektør fra Norge. Siden 2018 har han været sportsdirektør for Uno-X Mobility.